# Hana Benešová
Hana Benešová (ur. jako Anna Vlčková; ur. 16 lipca 1885 w Domaslavicach, powiat Teplice, zm. 2 grudnia 1974 w Pradze) – małżonka drugiego prezydenta Czechosłowacji – Edvarda Beneša.

## Życiorys
Pochodziła z biednej rodziny, w wieku 14 lat została przyjęta na wychowanie przez jej ciotkę.
Ze swoim przyszłym mężem poznała się w Paryżu za pośrednictwem przyjaciół, którzy, jak Edvard Beneš, uczyli się języka francuskiego, historii i literatury na Sorbonie. Po zaręczynach w maju 1906 roku Anna zmieniła imię na Hana, ponieważ imię miało przypominać Benešowi nieszczęśliwą miłość z młodości. Ślub nastąpił w listopadzie 1909 roku w bazylice św. Ludmiły w Pradze.
Hana Benešová odgrywała w życiu prezydenta ważną rolę, pracowała m.in. jako jego sekretarka. Podczas I wojny światowej oboje zgłosili się na ochotnika do obrony, a po wygnaniu Beneša z Austro-Węgier, trafiła na 11 miesięcy do więzienia. Była osadzona w więzieniach w Pradze i Wiedniu. Małżonkowie nie widzieli się przez trzy lata. Ponownie spotkali się w początkach 1919 roku.
Po wyborze jej męża na prezydenta Czechosłowacji w 1935 roku pełniła funkcję pierwszej damy. W 1938 roku wraz z mężem udała się na emigrację.
W czasie II wojny światowej pracowała dla Czerwonego Krzyża w Wielkiej Brytanii. Zorganizowała w Londynie szkółkę dla czeskich dzieci, wspomagała także czechosłowackich żołnierzy na emigracji oraz występowała w BBC. Po 1945 była przewodniczącą Czechosłowackiego Czerwonego Krzyża.
Po śmierci męża w 1948 spędziła resztę życia jako wdowa, wycofała się z życia publicznego, mieszkając w Pradze oraz w willi Benešów w Sezimovym Ústí  (informacja o śmierci byłego prezydenta została podana przez komunistyczne media z kilkudniowym opóźnieniem). Została pochowana w 1974 we wspólnym grobie z mężem na terenie ogrodów willi w Sezimovym Ústí (projektantem mauzoleum był Pavel Janák). Willę przekazała państwu z zastrzeżeniem, że ma tam powstać muzeum Edvarda Beneša. Komuniści zignorowali jej wolę, a muzeum otwarto dopiero w roku 2000, po uzyskaniu przez Czechy niepodległości.